# 補強法則
補強法則（ほきょうほうそく）とは、被告人を有罪とする場合には自白以外に他の証拠を必要とするという主に刑事訴訟上の法原理をいう。すなわち、不利益な唯一の証拠が本人の自白である場合には有罪とされない（日本国憲法第38条第3項参照）という原則のことを指す。

## 趣旨（目的）
中世において「自白は証拠の女王」(Confessio est regina probationum) といわれたように、自白は刑事手続においてきわめて有力な証拠であり、その証明力は過大に評価されることが多い。このため、捜査機関はいきおい自白獲得に力を注ぐこととなる。
このような自白の性質が、自白獲得のための拷問など、人権侵害行為につながることがないよう、また、自白のみに偏した裁判がなされることがないように補強法則は設けられた。同趣旨の法理として、自白法則（任意性要件）がある。

## 日本における補強法則
日本では、日本国憲法38条3項が「何人も、自己に不利益な唯一の証拠が本人の自白である場合には、有罪とされず、又は刑罰を科せられない。」と定め、補強法則の採用を宣言している。これを受けて刑事訴訟法第319条2項が「被告人は、公判廷における自白であると否とを問わず、その自白が自己に不利益な唯一の証拠である場合には、有罪とされない。」と規定する。
刑事訴訟法第319条第2項は有罪か否かの判断にしか触れていないが、日本国憲法第38条第3項は、自白のみを証拠として公訴事実以外の犯罪事実（余罪、よざい。報道機関が「余罪」というときは、被疑者が実行した疑いがある未解明の犯罪事実を指しており、本稿にいう「余罪」とは意味が異なる。）を認定し、これをも実質上処罰する趣旨のもとに、公訴事実だけであれば科されないような重い刑を科する（刑罰を量的に引き上げる）ことも禁止している。但し、自白より認定される余罪を量刑の際の一情状として認定することは必ずしも禁じられてはいない（以上につき、最高裁判所昭和42年7月5日大法廷判決刑集21巻6号748頁参照）。
日本国憲法・刑事訴訟法が補強法則を導入した趣旨は、被告人が架空の犯罪で裁かれることを防止するためである（最高裁判決昭和24年4月7日）。すなわち、補強法則とは、捜査機関がまったくありもしない架空の犯罪をでっちあげ、被告人を有罪とするということを防止するための法則であり、ある犯罪について真犯人がいるにもかかわらず、被告人が犯人であると有罪を受ける、という冤罪を防止するための法則ではない。
そこで、ある証拠が補強証拠として十分かという点については、被告人が裁かれている犯罪が架空の犯罪ではない、ということを証明するに足りるか否かという点から決せられる。

### 公判期日における自白
公判期日において被告人が自白した場合にも、補強証拠がなければ有罪判決が出来ないかどうかについては争いがある。問題は公判廷における自白が憲法第38条3項にいう「本人の自白」にあたるかという形で争われる。

この点につき、判決裁判所の公判廷における自白は「本人の自白」に含まれず、したがって補強証拠を要しないとするのが判例である(最高裁判例昭和23年7月29日、同昭和27年6月25日、ただし、いずれも反対意見多数で僅差)。
しかし、現在は刑事訴訟法319条2項で、公判廷における自白であっても、補強法則の対象となるとしているので議論の実益は薄くなっている。

### 補強証拠の必要な事実の範囲
自白以外にいかなる証拠があれば（自白以外の証拠でどこまでの事実を認定できれば）被告人を有罪とし、または刑罰を科すことができるかというのが、補強証拠の要否の問題であり、裁判例や学説は多岐にわたっている。

犯罪からその主体的側面(被告人と犯罪との結びつき)および主観的側面(故意、目的など)をのぞいた部分、つまり犯罪事実の客観的側面（罪体）について補強証拠を要するとする罪体説が有力である。この点について明言した判例は存在しない。

なお、罪体説の内部においても、犯罪の客観的要素のどこまでを、補強が必要な「罪体」と考えるかについては見解が分かれている。これについては
1. 客観的な法益侵害の発生のみを罪体とする見解
2. 法益侵害が何者かの犯罪行為によるものであることまで含むとする見解
3. 法益侵害が被告人の犯罪行為によるものである(犯人性)ことまで含むとする見解

が対立するが、通説は2をもって足りるとする。

### 「補強証拠」を基礎としてなされた自白
補強証拠を基礎としてなされた自白は補強証拠との独立性を欠くものであるから、補強法則の趣旨より、その証拠能力を否定するべきではないかとの指摘が、一部の学説よりなされている。最高裁判例は、補強証拠の趣旨を、捜査機関によっておよそ架空の犯罪事実が創出されることにより無辜の者が有罪となることをさけるためとするから、およそ、そのような指摘は補強法則との関連を有しないと考えているものと推測される。

### 少年保護手続と補強法則
補強法則は、少年保護手続にも適用があるとされている。

## アメリカ合衆国における補強法則
アメリカ合衆国では、憲法第3条第3節に国家反逆罪に関する補強法則が規定されている。